# Новотного перекриття румунське
Перекриття́ Новотного руму́нське — ідея в шаховій композиції. Суть ідеї — одна із форм перекриття Новотного, де після ходу білої фігури на поле перетину тематичних ліній виникає загроза однієї пари ходів білих (матів чорному королю), а після прийняття жертви чорними тематичними фігурами виникають інші продовження гри білих (мати).

## Історія
Ця ідея може розглядатись як різновид вираження перекриття Новотного. Цей задум дещо відмінний від базового класичного перекриття Новотного.
 На початку 60-х років XX століття ідея чеського проблеміста Антоніна Новотного (22.08.1827 — 09.03.1871) зацікавила шахових композиторів з Румунії, і при вираженні його ідеї знайшли інший підхід для втілення в задачі його задумую
В процесі рішення задачі після ходу білих через перекриття тематичних ліній виникає загроза двох ходів (матів чорному королю), а після взяття тематичними чорними фігурами жертовної білої — відповідно виникають інші мати чорному королю (продовження гри).
Ідею запропонували румунські проблемісти, від чого вона дістала назву — перекриття Новотного румунське. Це перекриття є складовою іншої ідеї — перекриття Новотного азербайджанське.
|   | a | b | c | d | e | f | g | h |   |
| 8 | d8 білий слон · d7 чорний слон · h7 чорний ферзь · g6 чорна тура · h6 чорна тура · c5 білий пішак · d5 чорний пішак · e5 чорний король · f5 білий слон · d4 білий кінь · e4 чорний пішак · c3 білий король · e3 білий кінь · f1 біла тура | d8 білий слон · d7 чорний слон · h7 чорний ферзь · g6 чорна тура · h6 чорна тура · c5 білий пішак · d5 чорний пішак · e5 чорний король · f5 білий слон · d4 білий кінь · e4 чорний пішак · c3 білий король · e3 білий кінь · f1 біла тура | d8 білий слон · d7 чорний слон · h7 чорний ферзь · g6 чорна тура · h6 чорна тура · c5 білий пішак · d5 чорний пішак · e5 чорний король · f5 білий слон · d4 білий кінь · e4 чорний пішак · c3 білий король · e3 білий кінь · f1 біла тура | d8 білий слон · d7 чорний слон · h7 чорний ферзь · g6 чорна тура · h6 чорна тура · c5 білий пішак · d5 чорний пішак · e5 чорний король · f5 білий слон · d4 білий кінь · e4 чорний пішак · c3 білий король · e3 білий кінь · f1 біла тура | d8 білий слон · d7 чорний слон · h7 чорний ферзь · g6 чорна тура · h6 чорна тура · c5 білий пішак · d5 чорний пішак · e5 чорний король · f5 білий слон · d4 білий кінь · e4 чорний пішак · c3 білий король · e3 білий кінь · f1 біла тура | d8 білий слон · d7 чорний слон · h7 чорний ферзь · g6 чорна тура · h6 чорна тура · c5 білий пішак · d5 чорний пішак · e5 чорний король · f5 білий слон · d4 білий кінь · e4 чорний пішак · c3 білий король · e3 білий кінь · f1 біла тура | d8 білий слон · d7 чорний слон · h7 чорний ферзь · g6 чорна тура · h6 чорна тура · c5 білий пішак · d5 чорний пішак · e5 чорний король · f5 білий слон · d4 білий кінь · e4 чорний пішак · c3 білий король · e3 білий кінь · f1 біла тура | d8 білий слон · d7 чорний слон · h7 чорний ферзь · g6 чорна тура · h6 чорна тура · c5 білий пішак · d5 чорний пішак · e5 чорний король · f5 білий слон · d4 білий кінь · e4 чорний пішак · c3 білий король · e3 білий кінь · f1 біла тура | 8 |
| 7 | d8 білий слон · d7 чорний слон · h7 чорний ферзь · g6 чорна тура · h6 чорна тура · c5 білий пішак · d5 чорний пішак · e5 чорний король · f5 білий слон · d4 білий кінь · e4 чорний пішак · c3 білий король · e3 білий кінь · f1 біла тура | d8 білий слон · d7 чорний слон · h7 чорний ферзь · g6 чорна тура · h6 чорна тура · c5 білий пішак · d5 чорний пішак · e5 чорний король · f5 білий слон · d4 білий кінь · e4 чорний пішак · c3 білий король · e3 білий кінь · f1 біла тура | d8 білий слон · d7 чорний слон · h7 чорний ферзь · g6 чорна тура · h6 чорна тура · c5 білий пішак · d5 чорний пішак · e5 чорний король · f5 білий слон · d4 білий кінь · e4 чорний пішак · c3 білий король · e3 білий кінь · f1 біла тура | d8 білий слон · d7 чорний слон · h7 чорний ферзь · g6 чорна тура · h6 чорна тура · c5 білий пішак · d5 чорний пішак · e5 чорний король · f5 білий слон · d4 білий кінь · e4 чорний пішак · c3 білий король · e3 білий кінь · f1 біла тура | d8 білий слон · d7 чорний слон · h7 чорний ферзь · g6 чорна тура · h6 чорна тура · c5 білий пішак · d5 чорний пішак · e5 чорний король · f5 білий слон · d4 білий кінь · e4 чорний пішак · c3 білий король · e3 білий кінь · f1 біла тура | d8 білий слон · d7 чорний слон · h7 чорний ферзь · g6 чорна тура · h6 чорна тура · c5 білий пішак · d5 чорний пішак · e5 чорний король · f5 білий слон · d4 білий кінь · e4 чорний пішак · c3 білий король · e3 білий кінь · f1 біла тура | d8 білий слон · d7 чорний слон · h7 чорний ферзь · g6 чорна тура · h6 чорна тура · c5 білий пішак · d5 чорний пішак · e5 чорний король · f5 білий слон · d4 білий кінь · e4 чорний пішак · c3 білий король · e3 білий кінь · f1 біла тура | d8 білий слон · d7 чорний слон · h7 чорний ферзь · g6 чорна тура · h6 чорна тура · c5 білий пішак · d5 чорний пішак · e5 чорний король · f5 білий слон · d4 білий кінь · e4 чорний пішак · c3 білий король · e3 білий кінь · f1 біла тура | 7 |
| 6 | d8 білий слон · d7 чорний слон · h7 чорний ферзь · g6 чорна тура · h6 чорна тура · c5 білий пішак · d5 чорний пішак · e5 чорний король · f5 білий слон · d4 білий кінь · e4 чорний пішак · c3 білий король · e3 білий кінь · f1 біла тура | d8 білий слон · d7 чорний слон · h7 чорний ферзь · g6 чорна тура · h6 чорна тура · c5 білий пішак · d5 чорний пішак · e5 чорний король · f5 білий слон · d4 білий кінь · e4 чорний пішак · c3 білий король · e3 білий кінь · f1 біла тура | d8 білий слон · d7 чорний слон · h7 чорний ферзь · g6 чорна тура · h6 чорна тура · c5 білий пішак · d5 чорний пішак · e5 чорний король · f5 білий слон · d4 білий кінь · e4 чорний пішак · c3 білий король · e3 білий кінь · f1 біла тура | d8 білий слон · d7 чорний слон · h7 чорний ферзь · g6 чорна тура · h6 чорна тура · c5 білий пішак · d5 чорний пішак · e5 чорний король · f5 білий слон · d4 білий кінь · e4 чорний пішак · c3 білий король · e3 білий кінь · f1 біла тура | d8 білий слон · d7 чорний слон · h7 чорний ферзь · g6 чорна тура · h6 чорна тура · c5 білий пішак · d5 чорний пішак · e5 чорний король · f5 білий слон · d4 білий кінь · e4 чорний пішак · c3 білий король · e3 білий кінь · f1 біла тура | d8 білий слон · d7 чорний слон · h7 чорний ферзь · g6 чорна тура · h6 чорна тура · c5 білий пішак · d5 чорний пішак · e5 чорний король · f5 білий слон · d4 білий кінь · e4 чорний пішак · c3 білий король · e3 білий кінь · f1 біла тура | d8 білий слон · d7 чорний слон · h7 чорний ферзь · g6 чорна тура · h6 чорна тура · c5 білий пішак · d5 чорний пішак · e5 чорний король · f5 білий слон · d4 білий кінь · e4 чорний пішак · c3 білий король · e3 білий кінь · f1 біла тура | d8 білий слон · d7 чорний слон · h7 чорний ферзь · g6 чорна тура · h6 чорна тура · c5 білий пішак · d5 чорний пішак · e5 чорний король · f5 білий слон · d4 білий кінь · e4 чорний пішак · c3 білий король · e3 білий кінь · f1 біла тура | 6 |
| 5 | d8 білий слон · d7 чорний слон · h7 чорний ферзь · g6 чорна тура · h6 чорна тура · c5 білий пішак · d5 чорний пішак · e5 чорний король · f5 білий слон · d4 білий кінь · e4 чорний пішак · c3 білий король · e3 білий кінь · f1 біла тура | d8 білий слон · d7 чорний слон · h7 чорний ферзь · g6 чорна тура · h6 чорна тура · c5 білий пішак · d5 чорний пішак · e5 чорний король · f5 білий слон · d4 білий кінь · e4 чорний пішак · c3 білий король · e3 білий кінь · f1 біла тура | d8 білий слон · d7 чорний слон · h7 чорний ферзь · g6 чорна тура · h6 чорна тура · c5 білий пішак · d5 чорний пішак · e5 чорний король · f5 білий слон · d4 білий кінь · e4 чорний пішак · c3 білий король · e3 білий кінь · f1 біла тура | d8 білий слон · d7 чорний слон · h7 чорний ферзь · g6 чорна тура · h6 чорна тура · c5 білий пішак · d5 чорний пішак · e5 чорний король · f5 білий слон · d4 білий кінь · e4 чорний пішак · c3 білий король · e3 білий кінь · f1 біла тура | d8 білий слон · d7 чорний слон · h7 чорний ферзь · g6 чорна тура · h6 чорна тура · c5 білий пішак · d5 чорний пішак · e5 чорний король · f5 білий слон · d4 білий кінь · e4 чорний пішак · c3 білий король · e3 білий кінь · f1 біла тура | d8 білий слон · d7 чорний слон · h7 чорний ферзь · g6 чорна тура · h6 чорна тура · c5 білий пішак · d5 чорний пішак · e5 чорний король · f5 білий слон · d4 білий кінь · e4 чорний пішак · c3 білий король · e3 білий кінь · f1 біла тура | d8 білий слон · d7 чорний слон · h7 чорний ферзь · g6 чорна тура · h6 чорна тура · c5 білий пішак · d5 чорний пішак · e5 чорний король · f5 білий слон · d4 білий кінь · e4 чорний пішак · c3 білий король · e3 білий кінь · f1 біла тура | d8 білий слон · d7 чорний слон · h7 чорний ферзь · g6 чорна тура · h6 чорна тура · c5 білий пішак · d5 чорний пішак · e5 чорний король · f5 білий слон · d4 білий кінь · e4 чорний пішак · c3 білий король · e3 білий кінь · f1 біла тура | 5 |
| 4 | d8 білий слон · d7 чорний слон · h7 чорний ферзь · g6 чорна тура · h6 чорна тура · c5 білий пішак · d5 чорний пішак · e5 чорний король · f5 білий слон · d4 білий кінь · e4 чорний пішак · c3 білий король · e3 білий кінь · f1 біла тура | d8 білий слон · d7 чорний слон · h7 чорний ферзь · g6 чорна тура · h6 чорна тура · c5 білий пішак · d5 чорний пішак · e5 чорний король · f5 білий слон · d4 білий кінь · e4 чорний пішак · c3 білий король · e3 білий кінь · f1 біла тура | d8 білий слон · d7 чорний слон · h7 чорний ферзь · g6 чорна тура · h6 чорна тура · c5 білий пішак · d5 чорний пішак · e5 чорний король · f5 білий слон · d4 білий кінь · e4 чорний пішак · c3 білий король · e3 білий кінь · f1 біла тура | d8 білий слон · d7 чорний слон · h7 чорний ферзь · g6 чорна тура · h6 чорна тура · c5 білий пішак · d5 чорний пішак · e5 чорний король · f5 білий слон · d4 білий кінь · e4 чорний пішак · c3 білий король · e3 білий кінь · f1 біла тура | d8 білий слон · d7 чорний слон · h7 чорний ферзь · g6 чорна тура · h6 чорна тура · c5 білий пішак · d5 чорний пішак · e5 чорний король · f5 білий слон · d4 білий кінь · e4 чорний пішак · c3 білий король · e3 білий кінь · f1 біла тура | d8 білий слон · d7 чорний слон · h7 чорний ферзь · g6 чорна тура · h6 чорна тура · c5 білий пішак · d5 чорний пішак · e5 чорний король · f5 білий слон · d4 білий кінь · e4 чорний пішак · c3 білий король · e3 білий кінь · f1 біла тура | d8 білий слон · d7 чорний слон · h7 чорний ферзь · g6 чорна тура · h6 чорна тура · c5 білий пішак · d5 чорний пішак · e5 чорний король · f5 білий слон · d4 білий кінь · e4 чорний пішак · c3 білий король · e3 білий кінь · f1 біла тура | d8 білий слон · d7 чорний слон · h7 чорний ферзь · g6 чорна тура · h6 чорна тура · c5 білий пішак · d5 чорний пішак · e5 чорний король · f5 білий слон · d4 білий кінь · e4 чорний пішак · c3 білий король · e3 білий кінь · f1 біла тура | 4 |
| 3 | d8 білий слон · d7 чорний слон · h7 чорний ферзь · g6 чорна тура · h6 чорна тура · c5 білий пішак · d5 чорний пішак · e5 чорний король · f5 білий слон · d4 білий кінь · e4 чорний пішак · c3 білий король · e3 білий кінь · f1 біла тура | d8 білий слон · d7 чорний слон · h7 чорний ферзь · g6 чорна тура · h6 чорна тура · c5 білий пішак · d5 чорний пішак · e5 чорний король · f5 білий слон · d4 білий кінь · e4 чорний пішак · c3 білий король · e3 білий кінь · f1 біла тура | d8 білий слон · d7 чорний слон · h7 чорний ферзь · g6 чорна тура · h6 чорна тура · c5 білий пішак · d5 чорний пішак · e5 чорний король · f5 білий слон · d4 білий кінь · e4 чорний пішак · c3 білий король · e3 білий кінь · f1 біла тура | d8 білий слон · d7 чорний слон · h7 чорний ферзь · g6 чорна тура · h6 чорна тура · c5 білий пішак · d5 чорний пішак · e5 чорний король · f5 білий слон · d4 білий кінь · e4 чорний пішак · c3 білий король · e3 білий кінь · f1 біла тура | d8 білий слон · d7 чорний слон · h7 чорний ферзь · g6 чорна тура · h6 чорна тура · c5 білий пішак · d5 чорний пішак · e5 чорний король · f5 білий слон · d4 білий кінь · e4 чорний пішак · c3 білий король · e3 білий кінь · f1 біла тура | d8 білий слон · d7 чорний слон · h7 чорний ферзь · g6 чорна тура · h6 чорна тура · c5 білий пішак · d5 чорний пішак · e5 чорний король · f5 білий слон · d4 білий кінь · e4 чорний пішак · c3 білий король · e3 білий кінь · f1 біла тура | d8 білий слон · d7 чорний слон · h7 чорний ферзь · g6 чорна тура · h6 чорна тура · c5 білий пішак · d5 чорний пішак · e5 чорний король · f5 білий слон · d4 білий кінь · e4 чорний пішак · c3 білий король · e3 білий кінь · f1 біла тура | d8 білий слон · d7 чорний слон · h7 чорний ферзь · g6 чорна тура · h6 чорна тура · c5 білий пішак · d5 чорний пішак · e5 чорний король · f5 білий слон · d4 білий кінь · e4 чорний пішак · c3 білий король · e3 білий кінь · f1 біла тура | 3 |
| 2 | d8 білий слон · d7 чорний слон · h7 чорний ферзь · g6 чорна тура · h6 чорна тура · c5 білий пішак · d5 чорний пішак · e5 чорний король · f5 білий слон · d4 білий кінь · e4 чорний пішак · c3 білий король · e3 білий кінь · f1 біла тура | d8 білий слон · d7 чорний слон · h7 чорний ферзь · g6 чорна тура · h6 чорна тура · c5 білий пішак · d5 чорний пішак · e5 чорний король · f5 білий слон · d4 білий кінь · e4 чорний пішак · c3 білий король · e3 білий кінь · f1 біла тура | d8 білий слон · d7 чорний слон · h7 чорний ферзь · g6 чорна тура · h6 чорна тура · c5 білий пішак · d5 чорний пішак · e5 чорний король · f5 білий слон · d4 білий кінь · e4 чорний пішак · c3 білий король · e3 білий кінь · f1 біла тура | d8 білий слон · d7 чорний слон · h7 чорний ферзь · g6 чорна тура · h6 чорна тура · c5 білий пішак · d5 чорний пішак · e5 чорний король · f5 білий слон · d4 білий кінь · e4 чорний пішак · c3 білий король · e3 білий кінь · f1 біла тура | d8 білий слон · d7 чорний слон · h7 чорний ферзь · g6 чорна тура · h6 чорна тура · c5 білий пішак · d5 чорний пішак · e5 чорний король · f5 білий слон · d4 білий кінь · e4 чорний пішак · c3 білий король · e3 білий кінь · f1 біла тура | d8 білий слон · d7 чорний слон · h7 чорний ферзь · g6 чорна тура · h6 чорна тура · c5 білий пішак · d5 чорний пішак · e5 чорний король · f5 білий слон · d4 білий кінь · e4 чорний пішак · c3 білий король · e3 білий кінь · f1 біла тура | d8 білий слон · d7 чорний слон · h7 чорний ферзь · g6 чорна тура · h6 чорна тура · c5 білий пішак · d5 чорний пішак · e5 чорний король · f5 білий слон · d4 білий кінь · e4 чорний пішак · c3 білий король · e3 білий кінь · f1 біла тура | d8 білий слон · d7 чорний слон · h7 чорний ферзь · g6 чорна тура · h6 чорна тура · c5 білий пішак · d5 чорний пішак · e5 чорний король · f5 білий слон · d4 білий кінь · e4 чорний пішак · c3 білий король · e3 білий кінь · f1 біла тура | 2 |
| 1 | d8 білий слон · d7 чорний слон · h7 чорний ферзь · g6 чорна тура · h6 чорна тура · c5 білий пішак · d5 чорний пішак · e5 чорний король · f5 білий слон · d4 білий кінь · e4 чорний пішак · c3 білий король · e3 білий кінь · f1 біла тура | d8 білий слон · d7 чорний слон · h7 чорний ферзь · g6 чорна тура · h6 чорна тура · c5 білий пішак · d5 чорний пішак · e5 чорний король · f5 білий слон · d4 білий кінь · e4 чорний пішак · c3 білий король · e3 білий кінь · f1 біла тура | d8 білий слон · d7 чорний слон · h7 чорний ферзь · g6 чорна тура · h6 чорна тура · c5 білий пішак · d5 чорний пішак · e5 чорний король · f5 білий слон · d4 білий кінь · e4 чорний пішак · c3 білий король · e3 білий кінь · f1 біла тура | d8 білий слон · d7 чорний слон · h7 чорний ферзь · g6 чорна тура · h6 чорна тура · c5 білий пішак · d5 чорний пішак · e5 чорний король · f5 білий слон · d4 білий кінь · e4 чорний пішак · c3 білий король · e3 білий кінь · f1 біла тура | d8 білий слон · d7 чорний слон · h7 чорний ферзь · g6 чорна тура · h6 чорна тура · c5 білий пішак · d5 чорний пішак · e5 чорний король · f5 білий слон · d4 білий кінь · e4 чорний пішак · c3 білий король · e3 білий кінь · f1 біла тура | d8 білий слон · d7 чорний слон · h7 чорний ферзь · g6 чорна тура · h6 чорна тура · c5 білий пішак · d5 чорний пішак · e5 чорний король · f5 білий слон · d4 білий кінь · e4 чорний пішак · c3 білий король · e3 білий кінь · f1 біла тура | d8 білий слон · d7 чорний слон · h7 чорний ферзь · g6 чорна тура · h6 чорна тура · c5 білий пішак · d5 чорний пішак · e5 чорний король · f5 білий слон · d4 білий кінь · e4 чорний пішак · c3 білий король · e3 білий кінь · f1 біла тура | d8 білий слон · d7 чорний слон · h7 чорний ферзь · g6 чорна тура · h6 чорна тура · c5 білий пішак · d5 чорний пішак · e5 чорний король · f5 білий слон · d4 білий кінь · e4 чорний пішак · c3 білий король · e3 білий кінь · f1 біла тура | 1 |
|   | a | b | c | d | e | f | g | h |   |

1. Le6! ~ 2. Tf5, Lc7#
1. … T: e6 2. Sg4#
1. … L: e6 2. Sc6#
Після вступного жертовного ходу слоном, виникають дві загрози мату, і після прийняття цієї жертви чорними тематичними фігурами виникають інші мати.